# فراشة القبار البيضاء
فراشة القبار البيضاء (الاسم العلميBelenois)، جنس فراشات من الكرنبيات. توجد بشكل أساسي في أفريقيا وجنوب غرب آسيا.